# Касагранде (мультсериал)
«Касагранде» (англ. The Casagrandes) — американский мультсериал, премьера которого состоялась 14 октября 2019 года на телеканале Nickelodeon. Этот сериал является спин-оффом мультсериала «Мой шумный дом».

## Сюжет
Мультфильм «Касагранде» поведает историю жизнерадостной девочки по имени Ронни Энн, лучшей подруги Линкольна Лауда, и ее старшего брата Бобби Сантьяго — парня Лори Лауд. Ронни Энн, Бобби и их семья переедут в большой город, где им предстоит освоиться, открыть собственное дело и обрести новых друзей. Привыкая к жизни на новом месте, члены семьи Сантьяго столкнутся с рядом ситуаций, выйти из которых они смогут лишь сообща.

## Персонажи

### Семья Касагранде
- Рональда «Ронни» Энн Сантьяго (англ. Ronalda "Ronnie" Anne Santiago) (озвучивает Изабелла Альварес) — младшая сестра Бобби, близкая подруга Линкольна. Любит кататься на скейтборде, играть в видеоигры и шутить. На ней фиолетовый свитер, джинсовые шорты, белая майка, фиолетовые туфли и розовые чулки.
- Роберто Алехандро Мартинез Миллан Луис «Бобби» Сантьяго-младший (англ. Roberto Alejandro Martinez-Millan Luis "Bobby" Santiago Jr.) (озвучивает Карлос Пена) — старший брат Ронни Энн, парень Лори. Он носит синие джинсы, коричневые туфли, черный пояс, кремовую футболку и зеленую рубашку поверх неё. В настоящее время он работает в семейном бакалее кассиром и продавцом.
- Мария Касагранде-Сантьяго (англ. Maria Casagrande-Santiago) (озвучивает Сумали Монтано) — мать Ронни Энн и Бобби, медсестра, дочь Гектора и Розы, тётя Карлитоса, Карлотты, Карла и Си Джея. Разведена, бывший муж Артуро работает врачом в Перу.
- Роза Касагранде (англ. Rosa Casagrande) (озвучивает Соня Манзано) — бабушка Ронни Энн и Бобби, мать Марии и Карлоса. Опытный повар и использует различные домашние средства, чтобы лечить людей и отгонять духов.
- Гектор Родриго Касагранде Гутьерес (англ. Hector Rodrigo Casagrande-Guiterrez) (озвучивает Рубен Гарфиас) — дедушка Ронни Энн и Бобби, отец Марии и Карлоса. Владеет бакалеей на первом этаже семейного многоквартирного дома. Любит сплетничать и умеет играть на гитаре.
- Карлос Касагранде (англ. Carlos Casagrande) (озвучивает Карлос Алазраки) — дядя Ронни Энн и Бобби, брат Марии и сын Розы и Гектора. Работает профессором в местном университете.
- Фрида Пуга-Касагранде (англ. Frida Puga-Casagrande) (озвучивает Роксана Ортега) — тетя Ронни Энн, Бобби и жена Карлоса. Она — заядлый художник и фотограф.
- Карлота Касагранде (англ. Carlota Casagrande) (озвучивает Алекса Вега) — старшая из детей Карлоса и Фриды, их единственная дочь и двоюродная сестра Бобби и Ронни Энн. Она поклонница винтажной моды, блогер.
- Карлос «Си Джей» Касагранде-младший (англ. Carlos "CJ" Casagrande Jr.) (озвучивает Алекс Касарес) — второй по старшинству и старший мальчик из детей Карлоса и Фриды, потому двоюродный брат Бобби и Ронни Энн. Он родился с синдромом Дауна.
- Карлино «Карл» Касагранде (англ. Carlino "Carl" Casagrande) (озвучивает Джаред Козак) — второй по возрасту из детей Карлоса и Фриды и двоюродный брат Бобби и Ронни Энн. Вынашивает множество разных хитроумных схем.
- Карлитос Касагранде (англ. Carlitos Casagrande) (озвучивает Роксана Ортега, позже Кристина Милиция) — младший из детей Карлоса и Фриды и двоюродный брат Ронни Энн. У него рыжие волосы и он склонен подражать окружающим.
- Серхио (англ. Sergio) (озвучивает Карлос Алазраки) — алый попугай ара. У него дерзкий характер, и он действует как будильник.
- Лало (англ. Lalo) (звуки воспроизводит Ди Брэдли Бейкер) — жёлтый пёс мастиф.

### Остальные
- Сидни «Сид» Ченг (англ. Sidney "Sid" Chang) (озвучивает Лия Мей Голд) — близкая подруга Ронни Энн, любит кататься на скейтборде.
- Аделаида Ченг (англ. Adelaide Chang) (озвучивает Лекси Сакстон) — младшая сестра Сид, любит копать в песочнице и Австралию, тефтели.

## Производство
6 марта 2018 года Nickelodeon объявил, что начал работу над спин-оффом мультсериала «Мой шумный дом» под названием «Касагранде».
2 июля 2018 года было объявлено, что в 1 сезоне будет 20 серий.
14 февраля 2019 года Nickelodeon заявил, что премьера «Касагранде» будет в октябре того же года.
7 мая 2019 года было объявлено, что к озвучиванию сериала присоединятся такие актёры, как Евгенио Дербез, Кен Чжон, Мелисса Джоан Харт, Лия Мэй Голд и Лекси Секстон. Исполнительным продюсером выступит Майкл Рубинер, а продюсером — Карен Малах.
4 сентября 2019 года стало известно, что премьера сериала состоится 14 октября 2019 года.
19 февраля 2020 года было объявлено, что сериал продлён на второй сезон, состоящий из 20 серий. Премьера 2 сезона состоялась 9 октября 2020 года.
24 сентября 2020 года сериал был продлён на 3 сезон. Премьера 3-го сезона состоялась 17 сентября 2021 года.
Мультсериал закончился после 3-го сезона.

## Список серий

### Обзор серий
| Сезон | Сезон | Количество эпизодов | Количество серий | Показ (Nickelodeon)                 | Показ (Nickelodeon) |
| Сезон | Сезон | Количество эпизодов | Количество серий | США                                 |                     |
| ----- | ----- | ------------------- | ---------------- | ----------------------------------- | ------------------- |
|       | 1     | 20                  | 38               | 14 октября 2019 — 25 ноября 2020    |                     |
|       | 2     | 20                  | 37               | 9 октября 2020 — 10 декабря 2021    |                     |
|       | 3     | 20                  | 37               | 17 сентября 2021 — 30 сентября 2022 |                     |

### Первый сезон (2019—2020)
| № | Название                                         | Автор(ы) сценария                         | Режиссёр(ы)                 | Показ в США                     | Произв. код |
| --- | ------------------------------------------------ | ----------------------------------------- | --------------------------- | ------------------------------- | ----------- |
| 1 | «Искусство за гранью» «Прогулки без спешки»      | Алехандро Бьен-Вильнер Розмари Контрерас  | Мигель Пуга Майк Нордстром  | 14 октября 2019                 | 101         |
| Ронни Энн обнаруживает, что дядя Карлос — в прошлом знаменитый скейтбордер, и просит его научить её новым трюкам. Чтобы купить новый скейт, Ронни Энн и её подружка Сид организуют бизнес по выгуливанию собак, но всё идёт не по плану.              |                                                  |                                           |                             |                                 |             |
| 2 | «Кружок для двоих» «Суета на выходных»           | Ричард Гудман Аделин Коланджело           | Майк Нордстром Мигель Пуга  | 2 ноября 2019                   | 102         |
| Ронни Энн и Сид ищут кружок после школы, чтобы больше времени проводить вместе, но им двоим ничего не подходит. Когда у Марии случается выходной, Ронни Энн приходится конкурировать со всей семьёй, чтобы провести время с мамой.                    |                                                  |                                           |                             |                                 |             |
| 3 | «Новые призраки» «С того света»                  | Глория Шен Лало Алькарас                  | Майк Нордстром Мигель Пуга  | 19 октября 2019 26 октября 2019 | 103         |
| Ронни Энн игнорирует семейные традиции на Хэллоуин, чтобы попасть на крутую вечеринку, но «крутая» не обязательно значит «весёлая». Пытаясь помочь Аделаиде принять смерть ручного лягушонка, Ронни и Сид рассказывают ей о мексиканском Дне Мёртвых. |                                                  |                                           |                             |                                 |             |
| 4 | «Кулинарный заговор» «Ужас-скоп»                 | Розмари Контрерас Аделин Коланджело       | Майк Нордстром Мигель Пуга  | 9 ноября 2019                   | 104         |
| Семейство обнаруживает, что неподалёку есть отличный киоск с тамале, и пытается утаить это от бабушки. Ронни Энн не верит в астрологическое предсказание о том, что «найдёт любовь» в определённый день, пока оно не сбывается.                       |                                                  |                                           |                             |                                 |             |
| 5 | «Касагранде, на абордаж!» «Что нашёл, то не моё» | Ричард Гудман Алехандро Бьен-Вильнер      | Майк Нордстром Мигель Пуга  | 16 ноября 2019                  | 105         |
| Ронни Энн полна решимости помочь Си-Джею попасть на сцену пиратского представления. Ронни и Сид решают «занять» немного денег из кошелька, потерянного кем-то в магазинчике.                                                                          |                                                  |                                           |                             |                                 |             |
| 6 | «Стресс-тест» «Дрессировка Карла»                | Изабель Галупо Розмари Контрерас          | Майк Нордстром Мигель Пуга  | 11 января 2020 27 января 2020   | 106         |
| Семья пытается помочь Бобби преодолеть страх перед экзаменами. Карл потерялся в зоопарке, улизнув от своей семьи, и хочет найти Кеона, комодского варана.                                                                                             |                                                  |                                           |                             |                                 |             |
| 7 | «Операция "папа"»                                | Аделин Коланджело, Уитни Ветта            | Мигель Пуга                 | 20 января 2020                  | 107         |
| Папа приезжает в короткий отпуск, и Ронни Энн пытается убедить его переехать в город к семье. С помощью Сид она изобретает план, который точно не должен провалиться.                                                                                 |                                                  |                                           |                             |                                 |             |
| 8 | «Магазин на бегу» «Пародист»                     | Ричард Гудман Изабель Галупо              | Майк Нордстром Мигель Пуга  | 28 января 2020 29 января 2020   | 108         |
| Бобби сложно доверить семейный магазинчик кому-то ещё, но его ждёт пицца-свидание с Лори... Когда Ронни Энн понимает, что Карлитос пародирует всех, но только не её саму, она решает это изменить!                                                    |                                                  |                                           |                             |                                 |             |
| 9 | «Беглецы» «Призрачный приработок»                | Розмари Контрерас Лаура Шрибни            | Майк Нордстром Мигель Пуга  | 22 февраля 2020                 | 109         |
| Абуэла переживает из-за того, что Ронни Энн и Бобби остаются у папы в гостях и могут застрять там навсегда. Карл решил провести экскурсию по местам, где живёт монстр из бабушкиных сказок Эль-Кукуй, но неожиданно обнаружил, что это не сказки.     |                                                  |                                           |                             |                                 |             |
| 10 | «Королева крутоты» «Как птенец из гнезда»        | Алехандро Бьен-Вильнер Алек Швиммер       | Майк Нордстром Мигель Пуга  | 29 февраля 2020                 | 110         |
| Когда Ронни Энн понимает, что отстаёт от сверстников в определении того, что круто и модно, то ищет помощи Карлоты. Бобби приходится нелегко из-за того, что Серхио после их ссоры непонятно куда улетает.                                            |                                                  |                                           |                             |                                 |             |
| 11 | «ВИП переживания» «Старший класс»                | Аделин Коланджело Розмари Контрерас       | Майк Нордстром Мигель Пуга  | 14 марта 2020                   | 111         |
| Карлота переживает из-за того, что семья опозорит её, когда одна поп-звезда обнаруживает её влог. Дедушка Гектор решает пойти учиться в один класс с Ронни Энн и Карлом, и очень досаждает им.                                                        |                                                  |                                           |                             |                                 |             |
| 12 | «Фастфудная вражда» «История вечной дружбы»      | Ричард Гудман Алехандро Бьен-Вильнер      | Майк Нордстром Мигель Пуга  | 28 апреля 2020 30 апреля 2020   | 112         |
| Ронни Энн и Сид пытаются закрыть невыносимо назойливую бургерную по соседству. Выбрав Пара в качестве нового друга, Бобби понимает, что, возможно, поторопился.                                                                                       |                                                  |                                           |                             |                                 |             |
| 13 | «Ловушка для старичков» «Мисс танец»             | Аделин Коланджело Ребекка Дельгадо        | Майк Нордстром Мигель Пуга  | 10 августа 2020 11 августа 2020 | 113         |
| Ронни Энн смотрит модное ток-шоу об отношениях, и решает, что брак дедушки и бабушки под угрозой. Ронни Энн занимается мексиканскими народными танцами и понимает, что тётя Фрида — непреклонный тренер!                                              |                                                  |                                           |                             |                                 |             |
| 14 | «Плыви или прячься» «Остынь»                     | Лия Лонгория Майкл Молина                 | Мигель Пуга Майк Нордстром  | 30 мая 2020                     | 114         |
| Бобби узнаёт, что Карл не умеет плавать, и предлагает научить его, как нужно отдыхать на воде! Не упросив Абуэло купить кондиционер, дети решают подзаработать на местной ярмарке.                                                                    |                                                  |                                           |                             |                                 |             |
| 15 | «Карма хамелеона» «Совместными усилиями»         | Розмари Контрерас Алехандро Бьен-Вильнер  | Майк Нордстром Мигель Пуга  | 16 июня 2020 18 июня 2020       | 115         |
| Ченги отправляются в отпуск, а Ронни Энн с другими детьми присматривает за их домашней змеёй-хамеленоном. Ронни Энн и её товарищи по катанию на скейтах работают вместе, чтобы показать тренеру, что в них есть командный дух.                        |                                                  |                                           |                             |                                 |             |
| 16 | «Кто заглянул на обед?» «Новый сосед»            | Алек Швиммер Ричард Гудман                | Майк Нордстром Мигель Пуга  | 12 августа 2020 13 августа 2020 | 116         |
| Абуэла учит Ронни Энн тому, что ингредиенты для семейного обеда добывать непросто. Когда апартаменты Вито затапливает, дети решают, какая квартира подходит ему больше.                                                                               |                                                  |                                           |                             |                                 |             |
| 17 | «Мексиканский имидж» «Чумовая поездка»           | Лало Алькарас Розмари Контрерас           | Мигель Пуга Майк Нордстром  | 18 сентября 2020                | 117         |
| Когда в гости приезжает Мама Лупе, Абуэла пытается привести семью в порядок — в культурном смысле. Аделаида и Карл попадают в приключения на маршруте мистера Ченга, но смогут ли они работать вместе, чтобы спасти ситуацию?                         |                                                  |                                           |                             |                                 |             |
| 18 | «Бо-Бо бизнес» «Обломная вечеринка»              | Хан-Йи Линг Майкл Молина                  | Мигель Пуга Майк Нордстром  | 25 сентября 2020                | 118         |
| Рассорившись с Абуэло, Бобби пытается работать на мистера Хонга и пробует новые бизнес-идеи. Ронни Энн и Сид предвкушают пижамную вечеринку, но Карл и Аделаида могут всё испортить!                                                                  |                                                  |                                           |                             |                                 |             |
| 19 | «Проклятые!»                                     | Розмари Контрерас, Алехандро Бьен-Вильнер | Майк Нордстром, Мигель Пуга | 25 ноября 2020                  | 119         |
| Знаменитый ясновидящий, Эрнесто Эстрелла, предсказывает, что Грейт Лейкс Сити грозит несчастье, и Абуэла верит ему! |                                                  |                                           |                             |                                 |             |
| 20 | «При чём здесь кот?» «К значит "кетчуп"»         | Майкл Молина Алек Швиммер                 | Майк Нордстром Мигель Пуга  | 16 октября 2020                 | 120         |
| После того, как фокусник гипнотизирует Бобби, заставляя его думать, что он кот, семье нужно вытащить его из этого состояния. Ронни Энн и её друзья раскрывают тайну города: что случилось с тележкой для хот-догов Бруно?                             |                                                  |                                           |                             |                                 |             |

### Второй сезон (2020—2021)
| № | Название                                            | Автор(ы) сценария                        | Режиссёр(ы)                 | Показ в США                  | Произв. код |
| --- | --------------------------------------------------- | ---------------------------------------- | --------------------------- | ---------------------------- | ----------- |
| 21 | «Игрушки в кадре» «Сердце-разбивательное искусство» | Алехандро Бьен-Вильнер Хан-Йи Линг       | Мигель Пуга Майк Нордстром  | 22 января 2021               | 201         |
| Любовь Карла к игрушкам захватывает его в водоворот головокружительной карьеры. На выставку Фриды пишут плохой отзыв — ничего страшного, семья и дети поддержат её на аукционе.                                                                  |                                                     |                                          |                             |                              |             |
| 22 | «Шутки из склепа» «Призрак петуха»                  | Алек Швиммер Розмари Контрерас           | Мигель Пуга Майк Нордстром  | 9 октября 2020               | 202         |
| Дети пытаются побить местный рекорд, проведя на кладбище всю ночь. На семью Касагранде нападает призрак петуха… или он пришёл только за Серхио?                                                                                                  |                                                     |                                          |                             |                              |             |
| 23 | «Поездка вины» «Обходной путь»                      | Майкл Молина Лия Лонгория                | Майк Нордстром Мигель Пуга  | 29 января 2021               | 203         |
| Ронни Энн и все дети помогают Марии выиграть путешествие за границу. Когда Карлота пытается пройти экзамен на стилиста, выясняется, что нужно потренироваться с великим парикмахером, Си-Джеем!                                                  |                                                     |                                          |                             |                              |             |
| 24 | «С глаз долой — птенцы домой!» «Билет на обед»      | Хан-Йи Линг Алехандро Бьен-Вильнер       | Майк Нордстром Мигель Пуга  | 15 февраля 2021              | 204         |
| Серхио приходится несладко, когда пара птенцов решает, что он — их мама! Ронни Энн и Сид помогают Кейси управляться в бутербродном фургоне — на концерте Юн Квана!                                                                               |                                                     |                                          |                             |                              |             |
| 25 | «Фальшивое золото» «Улётный план»                   | Розмари Контрерас Алек Швиммер           | Майк Нордстром Мигель Пуга  | 5 февраля 2021               | 205         |
| Обнаружив карту клада с сокровищами, Касагранде отправляются на поиски наследства Панчо Вильи! Фрида и Карлос хотят полетать на старинном самолёте, а Карл и Си-Джей собираются сами пуститься в приключения.                                    |                                                     |                                          |                             |                              |             |
| 26 | «Рождество в стиле Касагранде»                      | Майкл Молина, Ребекка Дельгадо           | Мигель Пуга                 | 5 декабря 2020               | 206         |
| Ронни Энн готовится к безупречной встрече Рождества, но все эти назойливые соседи ставят колядки на Ночебуэну под угрозу! |                                                     |                                          |                             |                              |             |
| 27 | «За-мычательный переполох» «Горе учителя»           | Розмари Контрерас Алехандро Бьен-Вильнер | Мигель Пуга Майк Нордстром  | 16 февраля 2021              | 207         |
| Ронни Энн выиграла два билета в Молочный парк — но теперь придётся решать, кого взять с собой: Сид или Линкольна! Когда с учительницей Ронни Энн начинает встречаться её папа, Ронни и Сид решают, что эти отношения нужно разорвать!            |                                                     |                                          |                             |                              |             |
| 28 | «Я — завтракобот!» «Решительная смена имиджа»       | Хан-Йи Линг Алек Швиммер                 | Майк Нордстром Мигель Пуга  | 17 февраля 2021              | 208         |
| Ронни Энн и её кузены вынашивают план, как сделать, чтобы завтракобот, созданный Сид, выполнял всю работу по дому. Иллюзии Карла рухнули, он узнал, что супергероя Эль Фалькона не существует. Но Бобби принимает эту роль на себя!              |                                                     |                                          |                             |                              |             |
| 29 | «Дом взаймы» «Безраздельное внимание»               | Майкл Молина Хайди Люкс, Никки Тагилас   | Майк Нордстром Мигель Пуга  | 18 февраля 2021              | 209         |
| Лёрд нервничает перед кинопросмотром у него дома, а Ронни Энн помогает ему притвориться, будто он живёт в квартире Артуро! Карлота не замечает ничего вокруг, кроме игры в телефоне, и Карлос устраивает ей встречу с репетитором по математике. |                                                     |                                          |                             |                              |             |
| 30 | «Удары каратэ» «Город тако»                         | Хан-Йи Линг Алехандро Бьен-Вильнер       | Майк Нордстром Мигель Пуга  | 26 марта 2021                | 210         |
| Привыкший к лидерству Карл не может допустить, чтобы Аделаида, присоединившись к его кружку каратэ, стала звездой. Гектор начинает торговать вкуснейшими тако Розы, но не справляется, ведь они становятся популярнее его магазинчика!           |                                                     |                                          |                             |                              |             |
| 31 | «Без маски» «Matters of the Kart»                   | Розмари Контрерас Алек Швиммер           | Майк Нордстром Мигель Пуга  | 4 июня 2021                  | 211         |
| Ронни Энн и Сид полны решимости узнать, точно ли новая соседка — та самая девушка с борцовской арены, Ла Тормента! После того, как один пожилой человек выигрывает карт, Карл пытается всеми способами показать, что он достоин этого приза.     |                                                     |                                          |                             |                              |             |
| 32 | «Сила тапок» «Пушистая любовь»                      | Лало Алькарас Майкл Молина               | Мигель Пуга Майк Нордстром  | 11 июня 2021                 | 212         |
| Карл берёт тапки Розы, меняя баланс порядка и хаоса в городе и вызывая силу тапок! Карлитос пускается в безумные приключения, чтобы забрать любимую игрушку из игрового клуба.                                                                   |                                                     |                                          |                             |                              |             |
| 33 | «Битва дедушек» «Шут-рождение»                      | Розмари Контрерас Аделин Коланджело      | Мигель Пуга Майк Нордстром  | 18 июня 2021                 | 213         |
| Когда классный папа Фриды приезжает погостить, Гектор старается отвоевать внимание внуков. Ронни Энн и Линкольн устраивают состязание розыгрышей, но Сид тоже хочет участвовать.                                                                 |                                                     |                                          |                             |                              |             |
| 34 | «Зверский переполох!»                               | Хан-Йи Линг, Алек Швиммер                | Майк Нордстром, Мигель Пуга | 31 мая 2021                  | 214         |
| После того, как сбор средств в зоопарке пошёл кувырком, Сид должна всё исправить. |                                                     |                                          |                             |                              |             |
| 35 | «Курлык, друг» «Ты меня загольфил»                  | Майкл Молина Алехандро Бьен-Вильнер      | Майк Нордстром Мигель Пуга  | 10 сентября 2021             | 215         |
| Когда голубь Санчо попадает в беду и его ищет весь город, Серхио делает из него идеального питомца! Обеспокоенный тем, что Лори, возможно, закрутила роман, Бобби приезжает к ней в колледж и пытается удивить игрой в гольф.                    |                                                     |                                          |                             |                              |             |
| 36 | «Лало Лэнд» «Кто нянька?»                           | Розмари Контрерас Хан-Йи Линг            | Майк Нордстром Мигель Пуга  | 10 декабря 2021 25 июня 2021 | 216         |
| Касагранде готовят Лало к пробам в фильме с Фиби Пауэрс, ей нужен пёс-напарник! Все взрослые отлучились, а Бобби и Карлота посменно смотрят за младшими, убегая на вечеринку!                                                                    |                                                     |                                          |                             |                              |             |
| 37 | «Фруктовый замес» «Мячи боли»                       | Майкл Молина Алек Швиммер                | Мигель Пуга Майк Нордстром  | 25 июня 2021 10 декабря 2021 | 217         |
| Новый трек диджея Карла собирает толпы, но нужно получить права, прежде, чем запустить его на радио! В морозный день Ронни и ее друзья-скейтеры просятся в спортзал, но попасть туда могут, только научившись играть в вышибалы.                 |                                                     |                                          |                             |                              |             |
| 38 | «Крутящий момент» «Зуб и последствия»               | Алехандро Бьен-Вильнер Розмари Контрерас | Майк Нордстром Мигель Пуга  | 24 сентября 2021             | 218         |
| Увидев как ловко двигается Си-Джей, Пар советует ему выступать в конкурсе уличных рекламщиков! Когда Аделаида теряет зуб, Карл и Бобби рассказывают ей про Эль Ратона — мексиканского мышонка в роли зубной феи.                                 |                                                     |                                          |                             |                              |             |
| 39 | «Операция "поп-звезда"»                             | Ребекка Дельгадо, Хан-Йи Линг            | Майк Нордстром, Мигель Пуга | 16 июля 2021                 | 219         |
| Ронни Энн и Сид хотят получить автограф Юн Квана, а Карлота готовит Алису к музыкальному фестивалю Грейт Лейкс Сити! |                                                     |                                          |                             |                              |             |
| 40 | «Суровый тренер» «Маленькая сплетница»              | Алек Швиммер Майкл Молина                | Майк Нордстром Мигель Пуга  | 1 октября 2021               | 220         |
| Ронни Энн и друзья сделали так, чтобы миссис Керники наняли в школьные тренеры, но её занятия это не шутка! Когда секрет Сид всплывает в школе, она и Ронни Энн гадают, кто же из друзей проболтался!                                            |                                                     |                                          |                             |                              |             |

### Третий сезон (2021—2022)
| № | Название                                          | Автор(ы) сценария                                | Режиссёр(ы)                 | Показ в США                     | Произв. код |
| --- | ------------------------------------------------- | ------------------------------------------------ | --------------------------- | ------------------------------- | ----------- |
| 41 | «Играй, как дедушка» «Булки ярости»               | Лало Алькарас Хан-Йи Линг                        | Майк Нордстром Мигель Пуга  | 17 сентября 2021                | 301         |
| Гектор наконец-то присоединяется к любимой футбольной команде в качестве талисмана, но что будет, когда удача кончится? Готовясь к национальному китайскому фестивалю Сид и Аделаида сражаются с бандитами, путешествующими во времени!             |                                                   |                                                  |                             |                                 |             |
| 42 | «Краак во имя любви» «Свидание с судьбой»         | Алехандро Бьен-Вильнер Розмари Контрерас         | Майк Нордстром Мигель Пуга  | 8 октября 2021                  | 302         |
| Серхио нуждается в помощи Аделаиды, чтобы стать наконец джентльменом и вернуть благосклонность Присциллы. Роза услышала гороскоп Эрнесто Эстреллы и думает, что Артуро и Мария могут воссоединиться, но так ли это?                                 |                                                   |                                                  |                             |                                 |             |
| 43 | «Проклятье сладкого гоблина»                      | Алек Швиммер, Майкл Молина                       | Майк Нордстром, Мигель Пуга | 15 октября 2021                 | 303         |
| Когда Карл слишком серьёзно подходит к собиранию сладостей на Хэллоуин, он с другими детьми вызывает гнев соседа-гоблина, и должен вернуть его конфеты!                                                                                             |                                                   |                                                  |                             |                                 |             |
| 44 | «Война скейтеров» «Рождён быть ботаном»           | Джесс Пинеда Хан-Йи Линг                         | Мигель Пуга Майк Нордстром  | 14 января 2022                  | 304         |
| Ронни Энн и ребята обратились к тренерской помощи Карлоса Икс в борьбе против самого Тони Хоука! Уставший от нападок хулиганов Алексис прибегает к помощи Карла.                                                                                    |                                                   |                                                  |                             |                                 |             |
| 45 | «Братья в бэнде» «Назло рекордам»                 | Ребекка Дельгадо Алехандро Бьен-Вильнер          | Майк Нордстром Мигель Пуга  | 21 января 2022                  | 305         |
| Бобби мечтает о том, чтобы петь в группе, но смогут ли они с Паром стать наконец братьями по панку? Обеспокоенный собственной репутацией Самир хочет побить рекорд, чтобы сравняться с друзьями.                                                    |                                                   |                                                  |                             |                                 |             |
| 46 | «15 свечей» «Ладья, шах и мат»                    | Алек Швиммер                                     | Майк Нордстром Мигель Пуга  | 28 января 2022                  | 306         |
| Планируя кинсеаньеру для внучки заранее, Роза хочет лишить Ронни Энн досуга на целых три года! Карлос учит Карла шахматам, чтобы отвлечь от шалостей, но Карл использует науку чтобы построить своё королевство.                                    |                                                   |                                                  |                             |                                 |             |
| 47 | «Золотое проклятье»                               | Майкл Молина, Аделин Коланджело                  | Майк Нордстром, Мигель Пуга | 3 июня 2022                     | 307         |
| Касагранде празднуют свадьбу Пако, но нужно найти Лас Аррас, золотые монеты, которые потерял Серхио! |                                                   |                                                  |                             |                                 |             |
| 48 | «Давайте потанцуем» «Плохой Лало»                 | Хан-Йи Линг Алехандро Бьен-Вильнер               | Майк Нордстром Мигель Пуга  | 4 февраля 2022                  | 308         |
| Когда Гектор отвергает предложение Розы о совместных занятиях танцами, то сразу начинает ревновать к учителю танцев! Милого Лало перепутали с псом-хулиганом Мало, и Касагранде должны вернуть питомца!                                             |                                                   |                                                  |                             |                                 |             |
| 49 | «Вот так зоопарк» «Переборщил»                    | Лия Лонгория Розмари Контрерас                   | Майк Нордстром Мигель Пуга  | 11 февраля 2022                 | 309         |
| Аделаида и Карл соревнуются за должность юного смотрителя, но их соперничество только мешает им! Гектор обнаруживает, что Вито сильно задолжал магазинчику, и требует долг невзирая ни на что!                                                      |                                                   |                                                  |                             |                                 |             |
| 50 | «Боязнь скейта» «Жертвы погоды»                   | Алек Швиммер Лало Алькарас                       | Майк Нордстром Мигель Пуга  | 18 февраля 2022 25 февраля 2022 | 310         |
| Ронни Энн никак не может вернуться к катанию на скейте после неудачного падения, поможет ли ей совет Линкольна? Могучий магический артефакт прибыл в городской музей, и Касагранде устраивают хаос в атмосфере!                                     |                                                   |                                                  |                             |                                 |             |
| 51 | «Наперегонки с роботом» «Моя прекрасная кошка»    | Майкл Молина Хан-Йи Линг                         | Майк Нордстром Мигель Пуга  | 10 июня 2022                    | 311         |
| Мистера Чена могут выгнать с работы ради более быстрого машиниста, ему придется доказать, что человек не хуже робота! Аделаида хочет помочь городским кошкам очистить доброе имя и пристроиться по домам, но удастся ли ей помочь этой буйной стае? |                                                   |                                                  |                             |                                 |             |
| 52 | «Выживание неприспособленных» «Двойные стандарты» | Алехандро Бьен-Вильнер Аделин Коланджело         | Майк Нордстром Мигель Пуга  | 17 июня 2022                    | 312         |
| Артуро понимает, что к выживанию на природе Бобби не приспособлен, и ведет его в поход в лес, ради тренировки! Фрида просит Карлотту пойти с ней на день в СПА и хорошо провести время, но смогут ли они жить без телефонов?                        |                                                   |                                                  |                             |                                 |             |
| 53 | «Сила воли» «Хватит сплетен»                      | Алек Швиммер Никки Тагилас, Хайди Люкс           | Майк Нордстром Мигель Пуга  | 24 июня 2022                    | 313         |
| Бобби и Пар остаются за главных в магазине Зигги, но они должны совладать с искушением воспользоваться музыкальными сокровищамисреди товаров. Вся семья борется против неутолимого желание Гектора посплетничать - но сможет ли он умолкнуть?       |                                                   |                                                  |                             |                                 |             |
| 54 | «Пернатый напарник» «Тихая потасовка»             | Майкл Молина Хан-Йи Линг                         | Майк Нордстром Мигель Пуга  | 8 июля 2022                     | 314         |
| Услышав о соревновании по созданию напарника для Эль Фалькона, Карл становится Эль Пойито и принимает участие! Как только Карлос засыпает, Карл и СиДжей должны играть и соперничать в абсолютной тишине!                                           |                                                   |                                                  |                             |                                 |             |
| 55 | «Битва роботов» «Сальвадор Лало»                  | Алехандро Бьен-Вильнер Майкл Родригес            | Майк Нордстром Мигель Пуга  | 15 июля 2022                    | 315         |
| Сид приходится состязаться с Лизой Лауд, чтобы попытаться выиграть конкурс роботов в Грейт Лэйкс Сити! Времени мало, а вдохновения нет, и Фриде приходится нанять Лало ради помощи в живописи!                                                      |                                                   |                                                  |                             |                                 |             |
| 56 | «Худшая работа» «Посторонний звук»                | Алек Швиммер Майкл Молина                        | Майк Нордстром Мигель Пуга  | 29 июля 2022                    | 316         |
| Ронни Энн устраивается стажером на работу мечты, к Бруно, но выдержит ли она напряжение? Мечтая о выступлении на матче команды Гатос, Карл записывается в школьный оркестр!                                                                         |                                                   |                                                  |                             |                                 |             |
| 57 | «Альпака-врунишка» «Ракетный план»                | Хайди Люкс, Никки Тагилас Алехандро Бьен-Вильнер | Майк Нордстром Мигель Пуга  | 5 августа 2022                  | 317         |
| Ронни Энн и Бобби придется уживаться с другом Артуро, альпакой из Перу, но дети, похоже, альпаке не нравятся. Абуэло помогает СиДжею строить ракету, но когда дела идут не слишком здорово, пускается на хитрость ради внука.                       |                                                   |                                                  |                             |                                 |             |
| 58 | «Призрачная паника»                               | Хан-Йи Линг, Ребекка Дельгадо                    | Майк Нордстром, Мигель Пуга | 1 июля 2022                     | 318         |
| Ронни Энн и Сид собираются сняться в новом музыкальном клипе Полуночников, но все идет наперекосяк, когда призрак сеет хаос в концертном зале. Теперь ребята должны выяснить, как успокоить призрака, и побыстрее!                                  |                                                   |                                                  |                             |                                 |             |
| 59 | «Странный отец» «Дальний бросок»                  | Майкл Молина Розмари Контрерас                   | Майк Нордстром Мигель Пуга  | 23 сентября 2022                | 319         |
| Карлос ищет падриньо на крещения Карлитоса, но сможет ли он найти кого-то подходящего? Карлотте нужна оценка по физре, так что Ронни Энн помогает ей найти вид спорта по душе.                                                                      |                                                   |                                                  |                             |                                 |             |
| 60 | «Птичий день» «Секретный переезд»                 | Алек Швиммер Алехандро Бьен-Вильнер              | Майк Нордстром Мигель Пуга  | 30 сентября 2022                | 320         |
| Попытка Розы собрать всю семью ради бердвотчинга не всем нравится, а Серхио принимают за редкую птицу. Бобби устал от жизни в семье и пытается организовать себе гнездышко в том же здании, при участии Лори.                                       |                                                   |                                                  |                             |                                 |             |

## Русский дубляж
Русский дубляж мультсериала произведён студией «Sigil».
Режиссёры дубляжа — Константин Сапровенков, Алёна Андронова
Перевод – Юрий Вацковский
Перечислены ниже только главные и второстепенные персонажи мультсериала «Касагранде» за исключением главных и второстепенных персонажей мультсериала «Мой шумный дом».
- Наталья Франкова – Ронни Энн Сантьяго, Аделаида Ченг
- Радик Мухаметзянов – Бобби Сантьяго, Вито Филипонио, Мистер Накамура
- Лина Иванова – Мария Сантьяго, Карлитос Касагранде, Сид Ченг, Никки, Бекки
- Алексей Костричкин – Артуро Сантьяго, Стэнли Ченг, Лёрд
- Лариса Брохман – Роза Касагранде, Бекка Ченг, Самир, Додж
- Диомид Виноградов – Гектор Касагранде, Карлос Касагранде, Серхио
- Анастасия Лапина – Фрида Пуга Касагранде, Карлота Касагранде, Карлино «Карл» Касагранде, Кэйси
- Юрий Аристов – Карлос «Си Джей» Касагранде